# هوانغ فو
هوانغ فو (بالإنجليزية: Huang Fu)‏ (و. 1880 – 1936 م) هو دبلوماسي من الصين ولد في هانجتشو.
شغل منصب القائم بأعمال منصب رئيس جمهورية الصين خلال فترة من 2 نوفمبر 1924 إلى 24 نوفمبر .1924